# Du Xã
Du Xã (chữ Hán giản thể: 榆社县, âm Hán Việt: Du Xã huyện) là một huyện thuộc địa cấp thị Tấn Trung, tỉnh Sơn Tây, Cộng hòa Nhân dân Trung Hoa. Huyện Du Xã nằm ở miền trung Sơn Tây, đoạn giữa Thái Hành Sơn, Trọc Chương Hà chảy qua huyện này. Huyện Du Xã có nền kinh tế chủ yếu là nông-lâm nghiệp. Huyện này là một căn cứ địa quan trọng của Bát Lộ Quân thời kháng chiến chống Nhật. 